# Steve Bucknall
Stevenson Lee Bucknall, detto Steve (Londra, 17 marzo 1966), è un ex cestista e allenatore di pallacanestro britannico, professionista nella NBA e in Europa.

## Palmarès

### Giocatore
- McDonald's All-American Game (1985)